# Myles McKeon
Myles McKeon (ur. 3 kwietnia 1919 w Drummin; zm. 2 maja 2016) – australijski duchowny rzymskokatolicki irlandzkiego pochodzenia. W latach 1969–1982 biskup diecezjalny Bunbury. 

## Życiorys
Święcenia kapłańskie przyjął 22 czerwca 1947. Udzielił ich mu Henry Vincent Marshall, ówczesny biskup angielskiej diecezji Salford. Następnie został inkardynowany do archidiecezji Perth w Australii. 23 maja 1962 papież Jan XXIII mianował go biskupem pomocniczym Perth ze stolicą tytularną Antipyrgos. Sakry udzielił mu 12 września 1962 Lancelot John Goody, ówczesny arcybiskup metropolita Perth. Był jednym z ojców soborowych podczas pierwszej, trzeciej i czwartej sesji soboru watykańskiego II. 6 marca 1969 papież Paweł VI powierzył mu urząd biskupa diecezjalnego Bunbury. Sprawował go do 18 lutego 1982, kiedy to w wieku 62 lat przeszedł na wcześniejszą emeryturę.